# TUI Sverige
TUI Sverige, vorher Fritidsresor, ist ein schwedischer Reiseveranstalter. Das in Stockholm beheimatete Unternehmen gehört zum TUI-Konzern.

## Hintergrund
TUI Sverige wurde 1961 unter dem Namen Fritidsresor von Bengt Bengtsson und Håkan Hellström gegründet. In den folgenden drei Jahrzehnten expandierte das Unternehmen insbesondere in Skandinavien. Nachdem der Reiseveranstalter 1987 einen Anteil von 30 Prozent an der Fluglinie Transwede übernommen hatte, kaufte er im Herbst 1996 die Teilsparte Transwede Leisure, die in der Folge in Blue Scandinavia umbenannt wurde. Parallel strukturierte er sein Geschäft neu, in dem er Konzerntöchter zusammenlegte.
1998 übernahm das britische Unternehmen Thomson Travel Group die Mehrheit an Fritidsresor. Im folgenden Jahr expandierte Fritidsresor nach Polen und führte zudem das Online-Booking von Reisen ein. 2000 übernahm der TUI-Konzern die Thomson Travel Group, so dass 2002 Fritidsresor und die Töchterunternehmen Star Tour und Finnmatkat das prägnante Smiley-Logo einführten. Seit der Fusion der Tourismussparte von TUI mit dem britischen Unternehmen First Choice Holidays 2007 war Fritidsresor Konzerntochter des daraus entstandenen TUI-Travel-Konzerns. Mitte Dezember 2014 fusionierte TUI Travel als Tochtergesellschaft mit dem Mutterunternehmen TUI AG.